# A Show of Hands
| 전문가 평가                       | 전문가 평가 |
| 평가 점수                         | 평가 점수   |
| 출처                              | 점수        |
| --------------------------------- | ----------- |
| AllMusic                          | [ 1 ]       |
| The Encyclopedia of Popular Music | [ 2 ]       |
| Kerrang!                          | [ 3 ]       |
| Rolling Stone                     | [ 4 ]       |

《A Show of Hands》는 1989년 1월 9일에 발매된 캐나다의 프로그레시브 록 밴드 러시의 세 번째 라이브 음반이다. 밴드는 같은 해 VHS와 레이저디스크를 통해 같은 이름의 비디오를 공개했다. DVD 버전은 2006년 박스 세트의 일부로, 2007년에는 개별 DVD로 발매되었다. 2015년 애비 로드 스튜디오에서 숀 매기에 의해 리마스터링된 후, 러시의 직접적인 접근에 따라 재발매되었다.

## 녹음
이 음반의 대부분의 공연은 1988년 미국 뉴올리언스, 피닉스, 샌디에고와 영국 버밍엄에서 녹음된 《Hold Your Fire》 투어에서 나왔다. 〈Mystic Rythmes〉와 〈Witch Hunt〉는 1986년 《Power Windows》 투어 동안 뉴저지주 이스트러더퍼드에서 녹음되었다. 오프닝 트랙 〈Intro〉는 스리 스투지스 테마가 배경으로 연주되는 것을 특징으로 하며, 밴드는 1980년대 동안 많은 콘서트를 열기 위해 이 음악을 사용했다.
〈Closer to the Heart〉를 제외하고 트랙리스트는 1980년대 밴드의 소재에 거의 전적으로 초점을 맞추고 있으며, 1977년 이전에 발매된 곡들의 공연이 없는 러시의 유일한 라이브 음반이다. 《All the World's a Stage》와 《Exit... Stage Left》와 달리 이번 음반에는 싱글 CD 발매를 위해 생략해야 했던 곡이 없다. 처음 두 개는 콤팩트 디스크가 도입되기 전에 발매되었고 더블 음반 세트였던 반면, 이 음반은 초기에 CD로 발매되었기 때문에 시간 제한이 이미 고려되었다.

## 곡 목록
모든 곡들은 특별한 언급이 없는 한 게디 리, 알렉스 라이프슨 그리고 닐 피어트에 의해 작사/작곡하였다.
| #  | 제목              | 재생 시간 |
| -- | ----------------- | --------- |
| 1. | 〈Introduction〉  | 0:53      |
| 2. | 〈The Big Money〉 | 5:59      |
| 3. | 〈Subdivisions〉  | 5:22      |
| 4. | 〈Marathon〉      | 6:39      |

| #  | 제목                  | 재생 시간 |
| -- | --------------------- | --------- |
| 1. | 〈Turn the Page〉     | 4:41      |
| 2. | 〈Manhattan Project〉 | 5:18      |
| 3. | 〈Mission〉           | 5:46      |

| #  | 제목                      | 작사·작곡 | 재생 시간 |
| -- | ------------------------- | --------- | --------- |
| 1. | 〈Distant Early Warning〉 |           | 5:15      |
| 2. | 〈Mystic Rhythms〉        |           | 5:32      |
| 3. | 〈Witch Hunt〉            |           | 4:00      |
| 4. | 〈The Rhythm Method〉     | 피어트    | 4:37      |

| #  | 제목                    | 작사·작곡                           | 재생 시간 |
| -- | ----------------------- | ----------------------------------- | --------- |
| 1. | 〈Force Ten〉           | 라이프슨, 리, 피어트, 파이 두보이스 | 4:55      |
| 2. | 〈Time Stand Still〉    |                                     | 5:13      |
| 3. | 〈Red Sector A〉        |                                     | 5:18      |
| 4. | 〈Closer to the Heart〉 | 라이프슨, 리, 피어트, 피터 탤벗     | 4:37      |

## 인증
| 국가                       | 인증     | 판매량/출하량 |
| -------------------------- | -------- | ------------- |
| 캐나다 (뮤직 캐나다)       | 플래티넘 | 100,000^      |
| 미국 (RIAA)                | 골드     | 500,000^      |
| ^출하량을 기반으로 한 인증 |          |               |